# Héctor Luis Zordán
Héctor Luis Zordán MSSCC (* 30. November 1956 in Calchaquí, Argentinien) ist ein argentinischer Ordensgeistlicher und römisch-katholischer Bischof von Gualeguaychú.

## Leben
Héctor Luis Zordán trat der Ordensgemeinschaft der Missionare von den heiligsten Herzen Jesu und Mariens bei und empfing am 17. November 1984 das Sakrament der Priesterweihe.
Am 28. März 2017 ernannte ihn Papst Franziskus zum Bischof von Gualeguaychú. Der Koadjutorerzbischof von San Juan de Cuyo, Jorge Eduardo Lozano, spendete ihm am 28. Mai desselben Jahres die Bischofsweihe; Mitkonsekratoren waren der Apostolische Nuntius in Argentinien, Erzbischof Emil Paul Tscherrig, und der Bischof von San Miguel, Sergio Alfredo Fenoy.